# AcademiaNet
AcademiaNet ist eine internationale Datenbank mit Profilen exzellenter Wissenschaftlerinnen. Sie soll dazu beitragen, den Frauenanteil in wissenschaftlichen Führungspositionen zu erhöhen. Initiiert wurde AcademiaNet 2010 von der Robert Bosch Stiftung GmbH und der Spektrum der Wissenschaft Verlagsgesellschaft. 2020 übernahm der Schweizerische Nationalfonds die Trägerschaft.

## Ziele und Funktion
Da der Anteil an Professorinnen und weiblichen Führungskräften in Forschungseinrichtungen in Europa niedrig ist und nur langsam steigt, soll AcademiaNet Entscheidungsträgern die Suche nach Wissenschaftlerinnen für Berufungsverfahren, Rednerinnen für Konferenzen, Expertinnen für wissenschaftliche Gremien oder Gutachterinnen erleichtern. Mittels einer Suchfunktion können Wissenschaftlerinnen aus ganz Europa in der Datenbank fachgebietsweise recherchiert werden.
Im Gegensatz zu anderen Datenbanken für Wissenschaftlerinnen wie FemConsult des Kompetenzzentrums Frauen in Wissenschaft und Forschung und DAWN (Datenbank Wissenschaftlerinnen in Niedersachsen), FEMtech oder femdat.ch können Wissenschaftlerinnen selbst kein Profil bei AcademiaNet anlegen, sondern müssen von einem Wissenschaftspartner anhand von fest definierten Auswahlkriterien nominiert werden.

## Geschichte
Die Robert Bosch Stiftung gründete AcademiaNet im Jahr 2010 in Kooperation mit der Spektrum der Wissenschaft Verlagsgesellschaft. Bundeskanzlerin Angela Merkel sagte in ihrer Rede anlässlich der Freischaltung der Plattform im November 2010, dass eine Wissenschaft unter ihren Möglichkeiten bliebe, wenn sie nur männlich sei und nur die Hälfte ihrer Talente fördere. AcademiaNet biete Wissenschaftlerinnen die Chance, ihre Kompetenzen noch besser und sichtbarer als bisher in den Wissenschaftsbetrieb einzubringen.
Zunächst beinhaltete die deutschsprachige Plattform vor allem Profile von Wissenschaftlerinnen aus Deutschland, die beispielsweise von der Leibniz-Gemeinschaft, der Deutschen Forschungsgemeinschaft (DFG) und der Fraunhofer-Gesellschaft zur Förderung der angewandten Forschung nominiert wurden. AcademiaNet wurde ab 2012 schrittweise internationalisiert. Das Portal wird unterdessen in englischer Sprache betrieben.
2020 übergab die Robert Bosch Stiftung die Verantwortung für AcademiaNet an den Schweizerischen Nationalfonds mit Sitz in Bern, der das Portal weiterhin in Zusammenarbeit mit der Spektrum der Wissenschaft Verlagsgesellschaft betreibt.

## Partnerorganisationen
AcademiaNet ist ein Non-Profit-Projekt. Es wird vom Schweizerischen Nationalfonds, der Robert Bosch Stiftung und von 21 europäischen Forschungsorganisationen finanziert. Dazu gehört etwa die deutsche Max-Planck-Gesellschaft, die britische Royal Society, der spanische Consejo Superior de Investigaciones Científicas, die schwedische Vetenskapsrådet und die European Molecular Biology Organization.
Mehr als 40 europäische Wissenschaftsorganisationen nominieren Wissenschaftlerinnen, die den Selektionskriterien von AcademiaNet entsprechen. Unter anderem gehören folgende Organisationen dazu:
- Academy of Finland
- Centre national de la recherche scientifique
- Foundation for Polish Science FNP
- Fonds de la Recherche Scientifique FNRS
- Fonds zur Förderung der wissenschaftlichen Forschung FWF
- Fraunhofer-Gesellschaft
- Royal Society of Edinburgh
- Danish Council for Independent Research
- Wellcome Trust